# 黑緣尾稀棘䲁
黑緣尾稀棘䲁（學名：Meiacanthus phaeus），為輻鰭魚綱鳚形目䲁科稀棘䲁屬的一種，分布於中西太平洋澳洲及新喀里多尼亞海域，深度3至12公尺，本魚體延長，稍側扁，頭頂無冠膜，無鬚，下頜兩側有犬齒具有毒腺，尾鰭呈月狀，有細長的鰭葉，體色藍灰色，後部至尾鰭中部基部變為白色，背鰭上有細的藍灰色邊緣和寬的黑色亞邊緣帶，臀鰭黑色，尾鰭葉黑色，其間的薄膜透明，有淺藍灰色的射線，背鰭硬棘4枚、背鰭軟條27枚、臀鰭硬棘2枚、臀鰭軟條17枚，體長可達8.3公分，棲息在水淺的珊瑚礁區，雌魚產附著性卵，雄魚有護卵行為，生活習性不明。